# Thorne Coffin
Thorne Coffin är en by i civil parish Brympton, i distriktet Somerset, i grevskapet Somerset, i England. Byn är belägen 4 km från Yeovil. Thorne var en civil parish fram till 1933 när blev den en del av Brympton. Civil parish hade 66 invånare år 1931. Byn nämndes i Domedagsboken (Domesday Book) år 1086, och kallades då Torne/Torna.